# Alex Beaulieu-Marchand
Alex Beaulieu-Marchand (* 3. März 1994 in Québec) ist ein kanadischer Freestyle-Skier. Er startet in den Disziplinen Slopestyle und Big Air.

## Werdegang
Beaulieu-Marchand nimmt seit 2011 an Wettbewerben der AFP World Tour teil. Daei erreichte er im Januar 2011 mit drei zweiten Plätzen bei der FreeFlow Tour seine ersten Podestplatzierungen. Im folgenden Jahr errang er bei The North Face Park and Pipe Open Serries in Waterville Valley den zweiten Platz im Big Air. Im Weltcup debütierte er zu Beginn der Saison 2012/13 in Ushuaia und belegte dabei den vierten Platz im Slopestyle. Beim folgenden Weltcup und zugleich US Grand Prix in Copper Mountain wurde er Dritter im Slopestyle. Bei den Winter-X-Games 2013 in Aspen gelang ihn der 15. Platz im Slopestyle und bei den Winter-X-Games-Europe 2013 in Tignes den fünften Platz im Slopestyle. Im Februar 2013 errang er beiden Aspen/Snowmass Freeskiing Open den zweiten Platz im Slopestyle. Bei den Weltmeisterschaften 2013 in Voss kam er auf den 52. Platz im Slopestyle. Zum Saisonende erreichte er den vierten Platz im Slopestyle-Weltcup.
Zu Beginn der Saison 2013/14 wurde Beaulieu-Marchand Zweiter im Slopestyle bei der Winter Dew Tour in Breckenridge. Bei den Winter-X-Games 2014 in Aspen belegte er den 16. Platz im Slopestyle und den fünften Rang im Big Air. Beim Saisonhöhepunkt den  Olympischen Winterspielen 2014 in Sotschi kam er auf den 12. Platz im Slopestyle. Im folgenden Jahr wurde er bei den Winter-X-Games 2015 Achter im Slopestyle. Nach Platz drei im Slopestyle bei der Winter Dew Tour in Breckenridge, gewann er bei den Winter-X-Games 2017 in Aspen die Bronzemedaille im Slopestyle. Im Februar 2017 errang er beim Weltcup in Québec den dritten Platz im Slopestyle. Bei den Weltmeisterschaften 2017 in der Sierra Nevada belegte er den 11. Platz im Slopestyle.
Im folgenden Jahr holte Beaulieu-Marchand bei den Olympischen Winterspielen in Pyeongchang die Bronzemedaille im Slopestyle und errang bei den Winter-X-Games den fünften Platz im Slopestyle. Bei den Weltmeisterschaften 2019 in Park City gewann er die Bronzemedaille im Big Air.